# 華人永遠墳場管理委員會

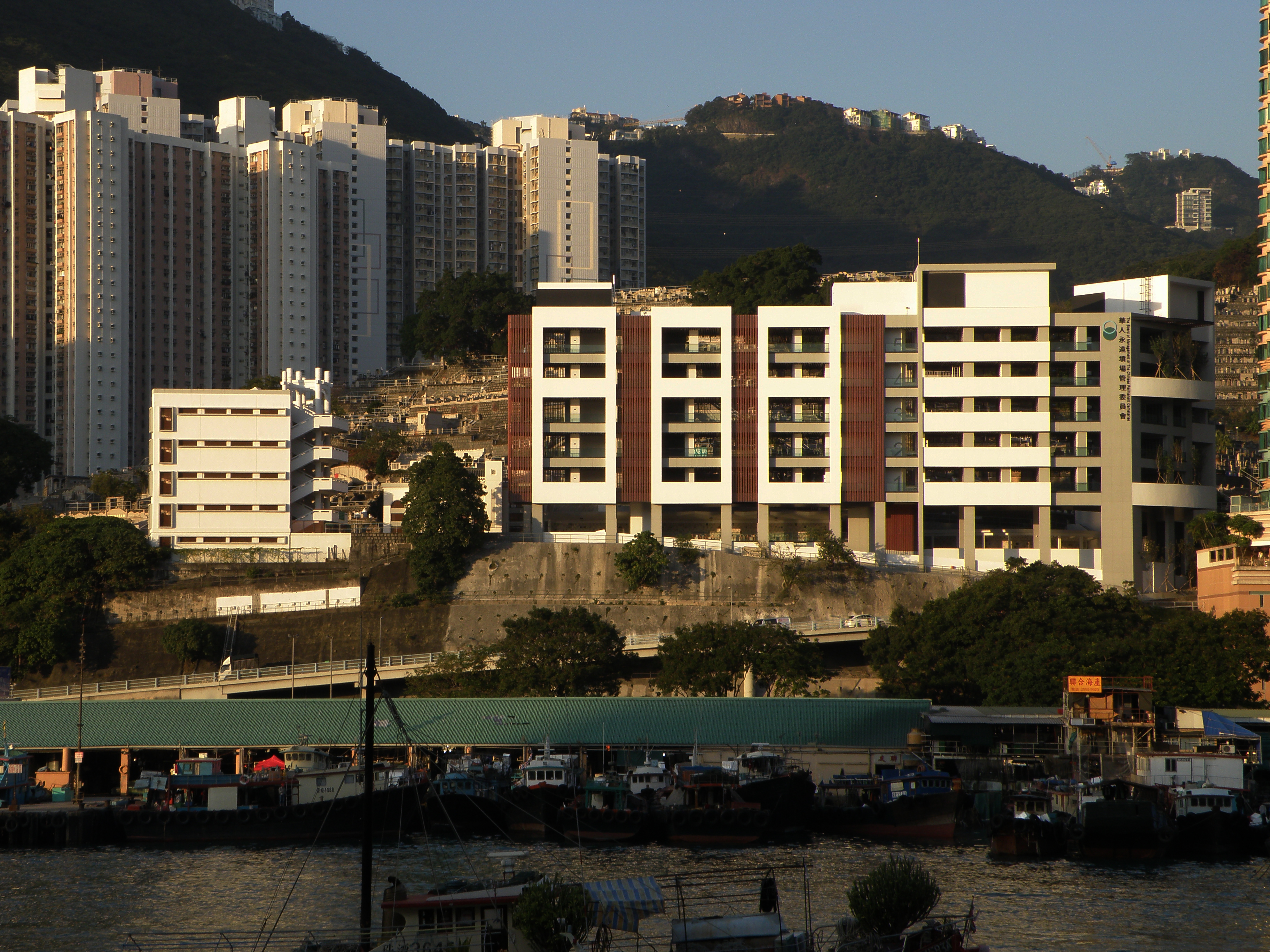
香港仔華人永遠墳場

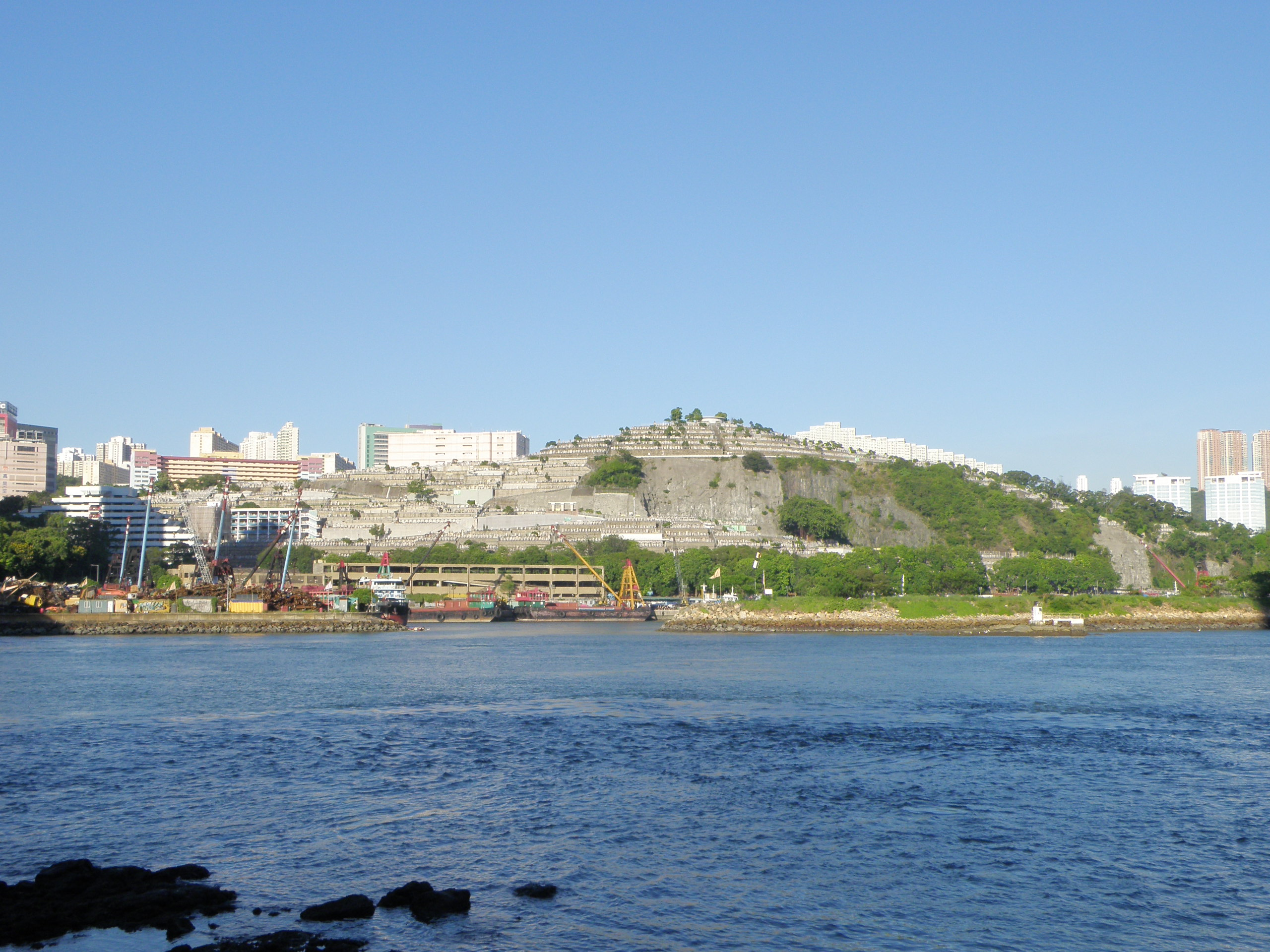
荃灣華人永遠墳場

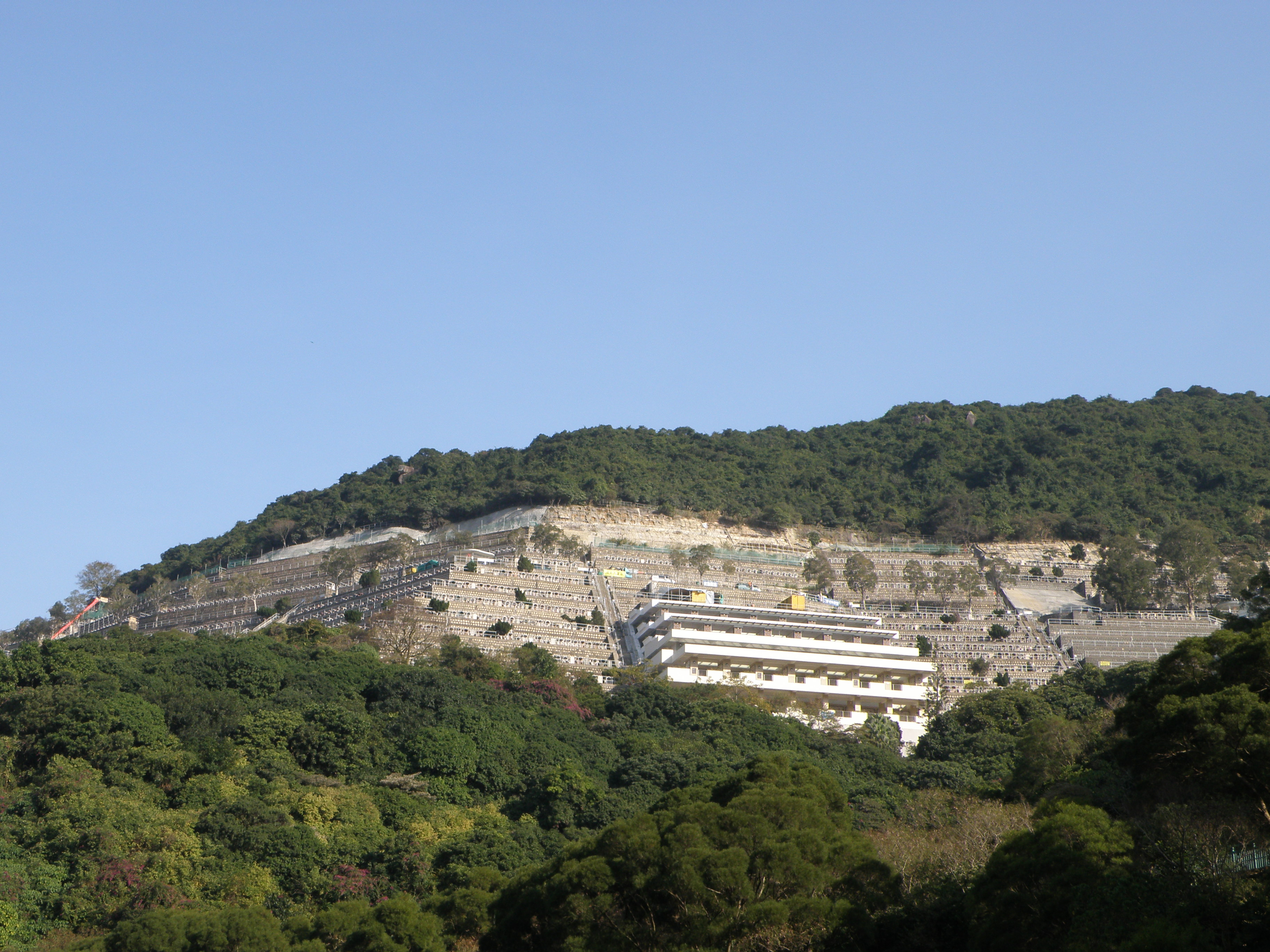
柴灣華人永遠墳場

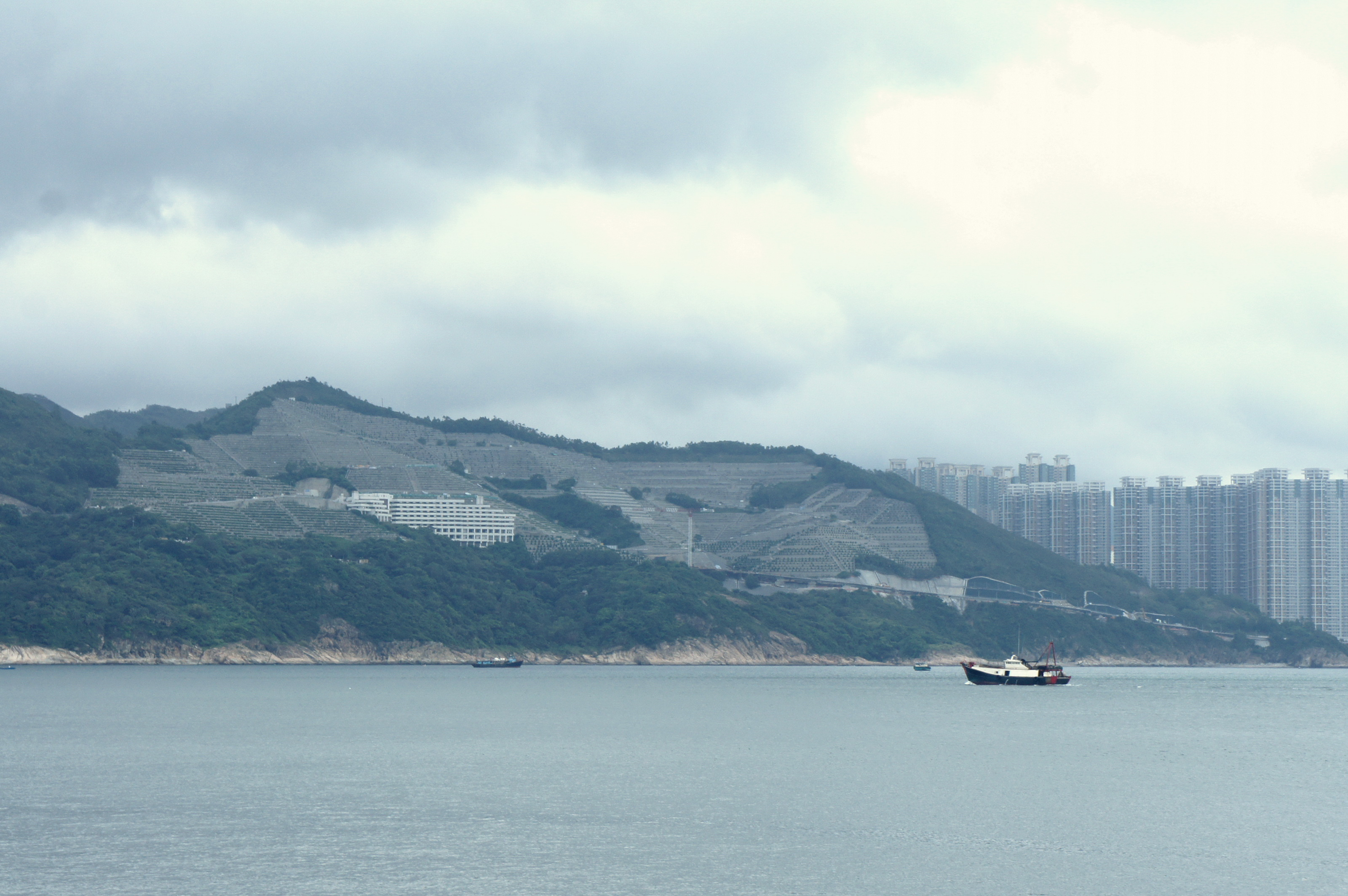
將軍澳華人永遠墳場

華人永遠墳場管理委員會（英語：Board of Management of the Chinese Permanent Cemeteries，縮寫：BMCPC，簡稱：華永會）成立於1913年，於1964年根據香港法例第1112章《華人永遠墳場條例》而成為法定非牟利公營機構。華永會轄下墳場均為私人墳場，包括香港仔華人永遠墳場、荃灣華人永遠墳場、柴灣華人永遠墳場及將軍澳華人永遠墳場。
1913年香港華裔人士獲政府撥地興建墳場，於是這批華人便在香港仔建立首個華人墳場，隨後更組成華人永遠墳場管理委員會，負責策劃和管理與墳場有關的事宜，並得到當時的華民政務司同意出任主席，主權移交後改由民政及青年事務局局長擔任主席，並且由地政總署署長及食物環境衛生署署長擔任官守委員。
除管理墳場外，委員會亦將每年的收入，在扣除開支後撥作慈善用途，捐贈予慈善組織。

## 委員名單
| 主席     | 民政及青年事務局局長 | 民政及青年事務局局長 |
| 官守委員 | 地政總署署長         | 食物環境衛生署署長   |
| 委任委員 | 黃錦財先生，MH       | 陳博智先生，JP       |
| 委任委員 | 黎慧雯女士           | 林曉雅女士           |
| 委任委員 | 賴泳恩女士           | 李騰駿先生，MH       |
| 委任委員 | 郭岳忠先生，MH       | 譚領律先生，MH       |
| 委任委員 | 朱國安先生           | 劉錦勝博士，MH       |
| 委任委員 | 梁淑媛女士           | 施榮忻先生，BBS，JP  |
| 委任委員 | 陳美蘭女士，MH，JP   | 黃楚淇女士           |
| 委任委員 | 曾鳳珠女士，JP       | 鄭國輝先生           |

## 委員會各處設施開放時間

### 配售處（辦事處）
- 星期一至五
  - 上午九時至中午十二時三十分
  - 下午二時至四時三十分
- 星期六、日及公眾假期休息

### 各個墳場
- 各墳場辦事處每天上午九時至下午四時三十分開放
- 各墳場靈灰閣每天上午九時至下午四時三十分開放
  - 逢農曆年初一至初三休息
  - 清明及重陽節期間，各墳場靈灰閣的開放時間將會延長

## 外部連結
- 華人永遠墳場管理委員會 （页面存档备份，存于）
- 華永會冀建第五個墳場[永久]
- 白紙：永遠太遠 （页面存档备份，存于）